# Giovanni di Giovanni
Giovanni di Giovanni (c. 1350 - 7 de maio de 1365) foi um jovem florentino condenado por sodomia. Com apenas 15 anos de idade, tornou-se uma das vítimas mais jovens da campanha contra a sodomia travada na Florença do século XIV. Sua pena consistia em ser torturado e castrado em público, mas acredita-se que não tenha resistido aos ferimentos e veio à óbito.

## Acusação e condenação
A acusação veio na esteira da Peste Negra, a epidemia de peste bubônica que assolou a cidade de Florença dois anos antes. Algumas das pessoas mais influentes do sistema religioso culparam os "sodomitas" por terem causado a ira de Deus sobre as cabeças da população. A solução proposta pelos religiosos foi "purificar a cidade do mal por meio do fogo", levando a mortes na fogueira e outras punições (ferro em brasa), como a que foi sofrida por Giovanni di Giovanni.
Di Giovanni foi rotulado como "um sodomita passivo público e notório" e condenado pelo tribunal de Podestà, sob a acusação de ser o parceiro sexual passivo de vários homens diferentes. Sua punição era ser exibido nas costas de um asno e depois castrado publicamente. Finalmente, ele deveria ter seu ânus queimado com um ferro em brasa (ou, como diz a frase: "punido naquela parte do corpo onde ele se permitiu ser conhecido na prática sodomita"). Presume-se que Giovanni não sobreviveu à punição.